# Polpa de soja
Okara é o resíduo que fica do processo de confecção de extrato de soja, ou de outros extratos vegetais. Durante o fabrico do extrato os feijões de soja, arroz ou outros são moídos e passados por água. A proteína e outros nutrientes são arrastados para a água, dando origem ao extrato vegetal. A fibra e alguns nutrientes residuais ficam no filtro da Máquina de leite de soja, dando origem ao okara.
O okara pode ser utilizada para enriquecer sopas, juntar na massa do pão, almôndegas, hambúrgueres e outros alimentos.